# شوشا چالا
شوشا چالا (مجاری: Zsuzsa Csala؛ ‏ ۹ ژوئیهٔ ۱۹۳۳ – ۲۲ فوریهٔ ۲۰۱۴) بازیگر اهل مجارستان بود.
از فیلم‌ها یا مجموعه‌های تلویزیونی که وی در آن‌ها نقش داشته است، می‌توان به چتر سنت پیتر اشاره نمود.